# 고령 지산리 당간지주
고령 지산리 당간지주(高靈 池山里 幢竿支柱, 영어: Flagpole Supports in Jisan-ri, Goryeong)는 경상북도 고령군 대가야읍에 있는 신라의 당간지주이다. 1963년 1월 21일 대한민국의 보물 제54호로 지정되었다.

## 현지 안내문
당간지주는 사찰 입구에 세워두는 것으로, 절에 행사가 있을 때 이곳에 당이라는 깃발을 달아 두게 되는데 이 깃발을 걸어두는 길쭉한 장대를 당간이라 하며, 이 당간을 양쪽에서 지탱해 주는 두 돌기둥을 당간지주라 한다. 드물게 당간이 남아 있으나, 대부분은 당간을 받쳐주던 두 기둥만 남아 있다.
마을로 변해버린 절터에 세워져 있는 이 당간지주는 동서쪽으로 서로 마주보고 서 있다. 안쪽 면에는 아무런 조각을 두지 않고, 바깥쪽 면에 양 모서리를 줄인 후 가장자리와 가운데에 세로띠를 도드라지게 새겨두었는데 그 모습이 장식적이고 화려하다. 앞뒤 두 면은 윗부분에 안상(眼象)모양으로 움푹 들어가게 새겨 놓았다. 꼭대기는 바깥으로 내려오면서 둥글게 깎여져 있으며, 3단으로 굴곡을 두었다. 안쪽 면의 아래위에는 당간을 고정시키기 위한 2개의 홈을 파놓았는데, 직사각형의 모습이다. 현재 아래부분은 묻혀 있어 받침의 모습을 알 수 없다.
단아한 조각솜씨와 그 수법에서 아름다움이 느껴지는 작품으로, 통일신라 중기인 8세기쯤에 만들어진 것으로 여겨진다.

## 물산사
고령 지산리의 모산골에서 나온 물산사(勿山寺)라는 글씨가 새겨진 기와 조각이 대가야박물관에 있다. 지금까지 알 수 없었던 지산리 당간지주가 있던 모산골의 절 이름이 '물산사'였으며, 현재의 '지산리'라는 마을 이름이 물산(勿山)→물(못)산→지산(池山)으로 변해왔음을 알 수 있다.

## 사진

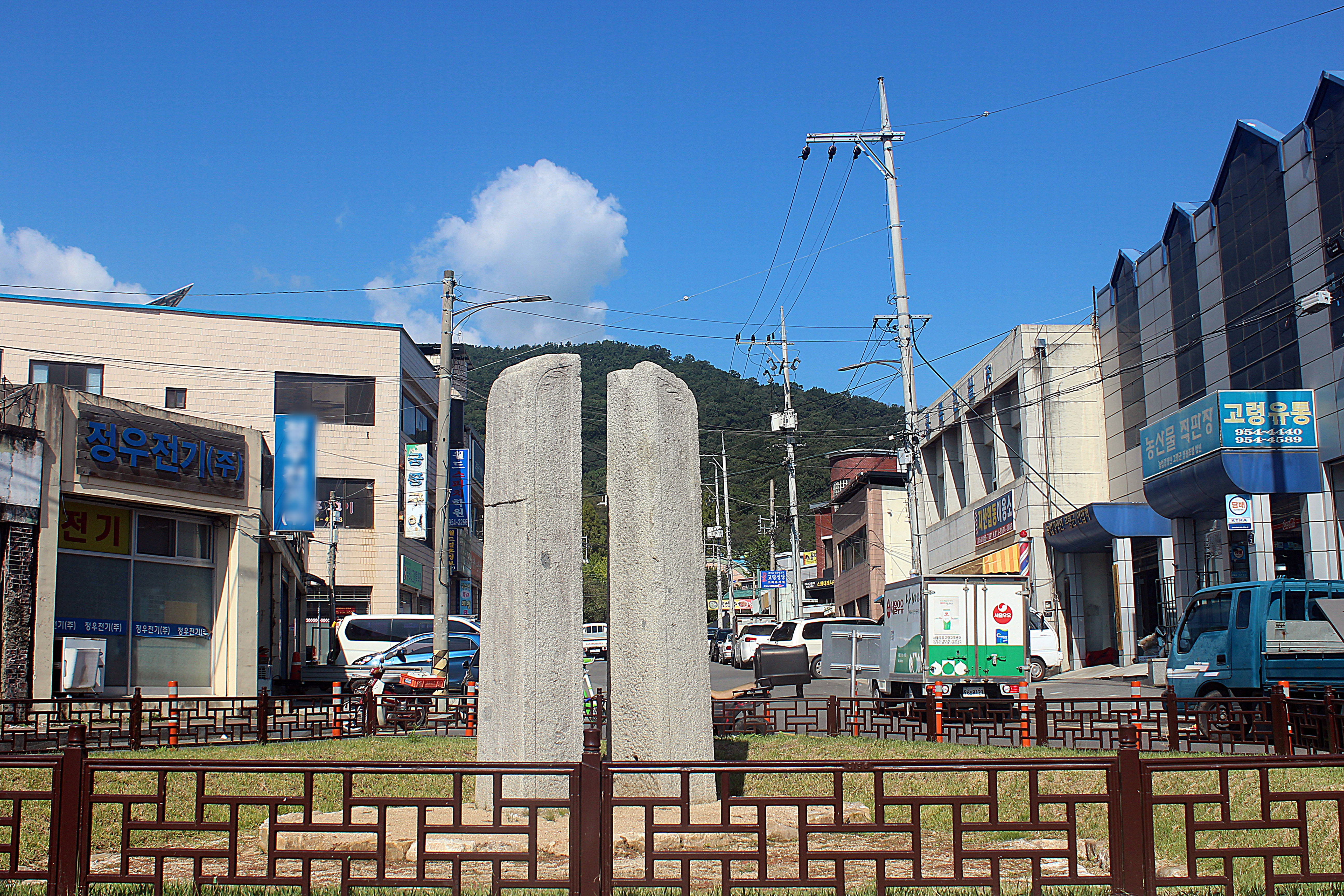
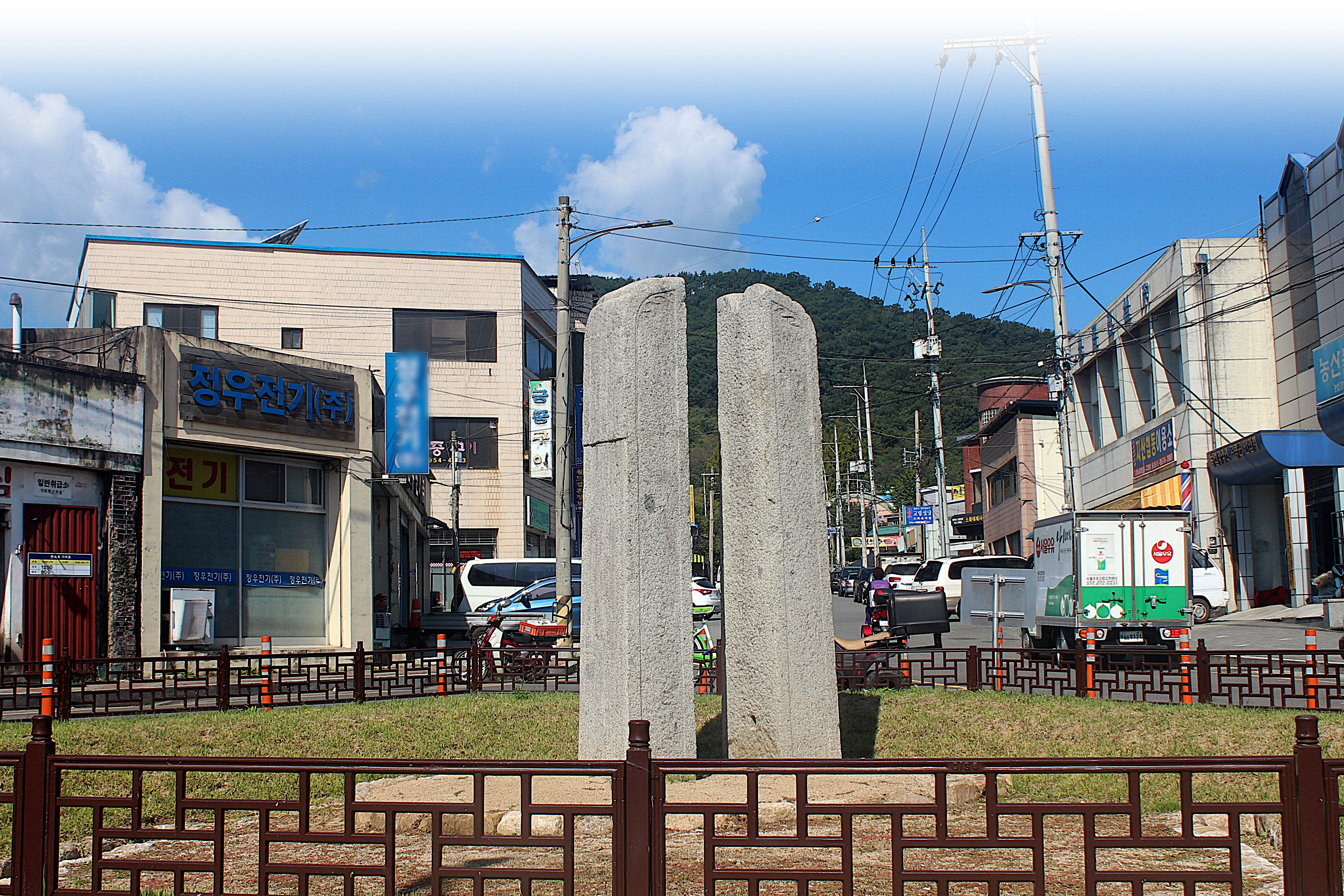
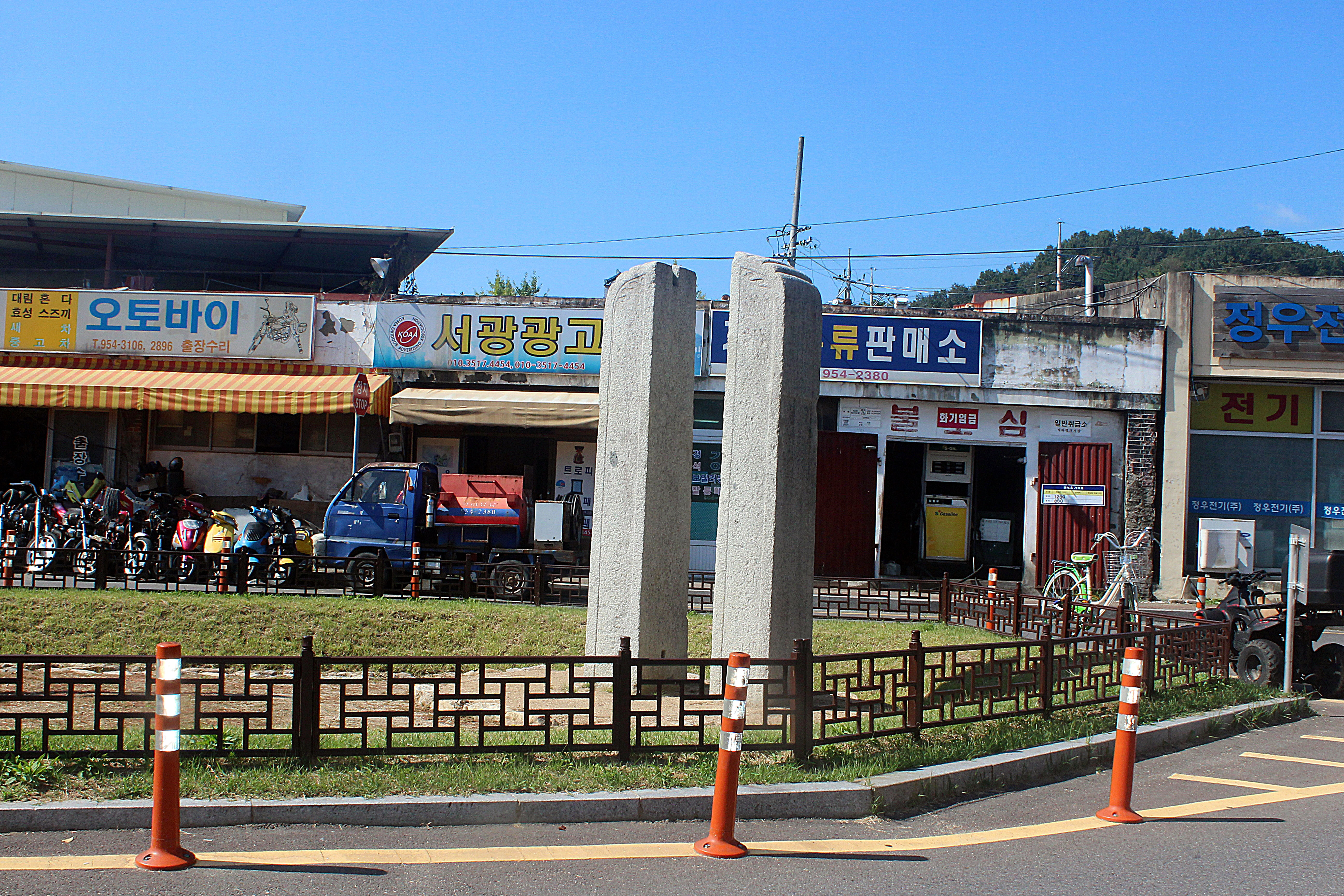

## 참고 자료
- 고령 지산리 당간지주 - 국가유산청 국가유산포털